# Jessica Parratto
Jessica Parratto, née le 26 juin 1994 à Dover (New Hampshire), est une plongeuse américaine. Elle est vice-championne olympique du plongeon synchronisé à 10 m avec Delaney Schnell aux Jeux olympiques d'été de 2020.

## Carrière
Membre de l'équipe américaine lors des Jeux olympiques d'été de 2020, elle termine seulement 7e du plongeon synchronisé à 10 m avec Amy Cozad.
Cinq ans plus tard, aux Jeux olympiques d'été de 2020, elle est médaillée d'argent du plongeon synchronisé à 10 m avec Delaney Schnell.